# Roser López Espinosa
Roser López Espinosa (Granollers, 1980) és una ballarina i coreògrafa catalana de dansa contemporània. És graduada en Dansa Contemporània per la Theaterschool i l'Escola Superior d'Arts d'Amsterdam (Països Baixos).
A Barcelona manté una estreta col·laboració amb Àngels Margarit de la Companyia Mudances des del 2008, ballant les peces de grup Flexelf, Kolbebasar i Capricis, així com el solo de renom internacional «Corol·la». Col·labora amb Cesc Gelabert i el cineasta Isaki Lacuesta, Iago Pericot, Bebeto Cidra i Las Malqueridas. El 2013 va estrenar «Lowland» en co-producció amb el Mercat de les Flors a duo amb el ballarí i creador libanès Guy Nader. 
El 2014 va crear la peça «Hand to hand» per a la companyia neerlandesa Conny Janssen Danst (programa Danslokaal) en co-producció amb Dansateliers, que la va seleccionar per anar de gira als Països Baixos el 2015, iniciant la seva gira internacional el 2016. Va estrenar «Novembre» al «Moving Futures Festival de Rotterdam» el 2015, en co-producció amb Dansateliers i el suport del centre de creació el Graner i La Pedrera a Barcelona. És professora al Conservatori Superior de Dansa de l'Institut del Teatre de Barcelona.